# Parachirembia brunnea
Parachirembia brunnea är en insektsart som beskrevs av Ross 1951. Parachirembia brunnea ingår i släktet Parachirembia och familjen Embiidae. Inga underarter finns listade i Catalogue of Life.